# Philippe Durpes
Philippe Durpes (Capesterre-Belle-Eau, 6 de março de 1974) é um ex-futebolista guadalupense que atuava como defensor

## Carreira em clubes
Iniciou a sua carreira em 1995, no RC Lens, onde disputou apenas três partidas até 1998, quando se transferiu para o Cercle Brugge.
Na equipe belga, marcou quatro gols em 55 partidas, antes de retornar ao futebol francês para defender o Amiens SC, onde jogaria entre 2000 e 2003 (14 partidas, um gol marcado).
Durpes encerraria a carreira de jogador no Romorantin, equipe que defendeu em 197 jogos, marcando seis gols.

## Seleção
Durpes defendeu a Seleção Guadalupense de Futebol em 2007, tendo feito parte do elenco que disputou a Copa Ouro da CONCACAF do mesmo ano, disputando a partida contra a Costa Rica. Esta foi também a única partida dele com a camisa dos Gwada Boys.